# Yuki Midorikawa
 (octobre 2019).
Yuki Midorikawa (緑川ゆき, Midorikawa Yuki), née le 23 mai 1976) est une mangaka japonaise.
Elle est connue pour ses œuvres de shōjo manga publiées dans les magazines LaLa et LaLa DX de Hakusensha.
Ses œuvres les plus connues sont Hotarubi no mori e, adaptée au cinéma en 2011, et Le Pacte des Yōkai, qui reçoit une adaptation en anime en six saisons (2008-2017) et un film, Le Pacte des Yōkai : Utsusemi ni Musubu. Le manga s'est vendu à plus de cinq millions d'exemplaires à la sortie de son douzième tome.

## Distinctions
En 1998, elle remporte le 18e « LMG Fresh Debut award  » pour sa première œuvre Coffee Hirari.
En 2000, remporte le prix Hakusensha atena shinjin taishō debyū yūshū-sha-shō (白泉社アテナ新人大賞デビュー優秀者賞, litt. «Hakusensha Athena New Face Award Premier prix de la personne exceptionnelle ») de Hakusensha pour Akaku Saku Koe.

## Œuvres
- Coffee Hirari (珈琲ひらり Kōhī Hirari?) (novembre 1998), LaLa DX
- Akaku Saku Koe (あかく咲く声?) (1998–2000), LaLa, LaLa DX
- Hana Oi Bito (花追い人?) (2001), LaLa
- Atsui Hibi (アツイヒビ?) (2001), LaLa DX
- Hotarubi no mori e (蛍火の杜へ?) (juillet 2002), LaLa DX
- Kurukuru Ochiba (くるくる落ち葉?) (novembre 2002), LaLa DX
- Hibi, Fukaku (ひび、深?) (janvier 2002), LaLa
- Hanauta Nagaruru (花唄流るる?) (avril 2003), LaLa
- Taion no Kakera (体温のかけ?) (2003)
- Hi-iro no Isu (緋色の椅子?) (2002–2004), LaLa DX
- Hoshi mo Mienai (星も見えない?) (2005)
- Le Pacte des Yōkai (夏目友人帳?), (2003, 2005-en cours), LaLa DX
  - Natsu ni wa o Tsuku (夏にはため息をつく?)
- Aizoban Hotarubi no Mori e (愛蔵版　蛍火の杜へ?) (septembre 2011)